# Архітектурна композиція
Компози́ція (архітектура) — це цілісна система архітектурних форм, що відповідає художнім, функціональним і конструктивно-технологічним вимогам. Вона відрізняється від інших видів композиції в мистецтві (художньої, музичної, літературної) саме своїм синтезом художніх і технічних прийомів, які дозволяють створити вчинене за своїми художніми якостями і доцільне у функціональному і технічному відношенні будівлю або споруду, що відповідає тріаді Вітрувія: «користь, міцність і краса».